# Rare Earth
Rare Earth is een Amerikaanse rhythm-and-blues/bluesrockband, die vooral bekend is als de eerste succesvolle “blanke” band die een contract kreeg bij het platenlabel Motown.
Motowns label Rare Earth Records, dat in 1976 ter ziele ging, was naar de band vernoemd.

## Geschiedenis

### Begin
De groep werd opgericht in de jaren 60 van de 20e eeuw onder de naam "The Sunliners". In 1968 werd de naam veranderd naar "Rare Earth". Nadat de groep een onsuccesvol debuutalbum getiteld "Dream/Answers" had uitgebracht bij Verve, kregen ze in 1969 een contract bij Motown. Ze waren de eerste band die werd toegewezen aan Motowns nieuwe label speciaal voor witte rockbands. Het was de band zelf die met het idee kwam dit nieuwe label "Rare Earth" te noemen.
De belangrijkste leden in de begindagen van de groep waren Gil Bridges (saxofoon, fluit en zang), Peter Rivera alias Peter Hoorelbeke (zang, drums), John Persh alias John Parrish (basgitaar, trombone en zang), Rod Richards (geboren als Rod Cox; gitaar, zang) en Kenny James (geboren als Ken Folcik, toetsen, Hammondorgel).
In 1969 leverde Rare Earth onder andere de muziek voor de film "Generation" met David Janssen en Kim Darby. Een bijbehorend soundtrackalbum werd echter niet uitgebracht, omdat de film een commerciële flop werd. Daarom werden veel van de nummers van de band verwerkt in het volgende album, Ecology uit 1970. Eind 1969 kwam Edward "Eddie" Guzman bij de groep.

### Jaren 70
Rare Earth had een aantal top 40-hits in 1970 en 1971, waaronder covers van The Temptations: "(I Know) I'm Losing You" en "Get Ready". De live opgenomen cover van "Get Ready" werd hun grootste hit ooit. Het lied haalde de 4e plek in de Billboard Hot 100 als singleversie en was daarmee succesvoller dan de originele uitgave van The Temptations. Andere hits in 1971 waren "I Just Want to Celebrate" en "Hey, Big Brother".
De singleversie van "Get Ready" was afgemixt naar 2:45 minuten en was afkomstig van het eerste album onder Motown. Vreemd genoeg staat het 21:17 minuten durende livenummer op kant B van dit album en diende in eerste instantie schijnbaar als 'opvulling' om een album uit te kunnen brengen. Het gerucht gaat dat de songwriter Smokey Robinson zelf adviseerde het nummer als single te pluggen en met succes. Het toen nog onbekende album werd door de singlehit op stel en sprong (om)gedoopt tot Get Ready, wat enigszins de afwijkende cover-art van de albumhoes verklaart. Desondanks haalde het album onder de titel Get Ready binnen de kortste keren de US Album Top 20.
In 1971 vertrok Richards vanwege onenigheid met de andere leden. James verliet de groep vanwege het voor hem onhandige tourneeprogramma. Ray Monette en Mark Olson vervingen hen. In 1972 verhuisde Motown van Detroit naar Los Angeles en verhuisde Rare Earth mee. Alleen Persh wilde niet verhuizen en verliet de band. Mike Urso verving hem.
Het album Ma uit 1973 wordt vaak gezien als het beste werk van Rare Earth. Hierop staat onder andere hun versie van "Hum Along and Dance".
In april 1974 was Rare Earth de openingsact op het California Jam festival in Ontario, Californië. Ze traden hier samen op met Black Sabbath, Emerson, Lake & Palmer, Deep Purple, Earth, Wind & Fire, Seals & Crofts, Black Oak Arkansas en Eagles.
In 1974 vond een splitsing plaats binnen de groep toen Rivera op zowel zakelijk als persoonlijk vlak grote onenigheid kreeg met hun manager, Ron Strasner. De andere bandleden kozen partij voor Strasner, behalve Mike Urso en co-producer Tom Baird, waarna Rivera en Urso vertrokken en hun eigen band oprichtten: HUB, Hoorelbeke, Urso en Baird. Deze band nam twee albums op voor Capitol Records, maar kwam tot een abrupt einde toen Baird omkwam bij een bootongeluk. Rond dezelfde tijd verliet ook Olsen de groep om zich bij de back-upband van Jennifer Warnes te voegen. De vertrokken leden werden vervangen door Jerry La Croix (zang, sax, harmonica), Paul Warren (gitaar, achtergrondzang), Barry "Frosty" Frost (drums), Reggie McBride (bas) en Gabriel Katona (keyboards).
Tijdens de erop volgende tournee in 1975 vertrokken zowel Paul Warren als Frosty. Drummer Chet McCracken werd ingehuurd om de groep tijdens de rest van de tournee te vergezellen. In 1976 nam de band Midnight Lady op. Frank Westbrook verving Katona als keyboardspeler. Geen van hun nieuwe nummers evenaarde echter het succes van hun vorige singles. Bovendien spande voormalig bandlid Rivera een proces aan tegen Rare Earth, waarbij hij hen ervan beschuldigde het pensioengeld voor de leden achterover te hebben gedrukt. Rivera won de zaak en kreeg een schadevergoeding.
In 1976 waren er plannen voor een reünie met alle leden uit de periode 1972-1974 voor een nieuw album voor Prodigal Records, maar dit ging niet door, omdat Monette en Olson tegen het plan waren. Daarom werden nieuwe leden Dan Ferguson en Ron Fransen erbij gehaald. Het volgende album, Rarearth, werd in 1977 uitgebracht, maar voldeed niet aan de verwachtingen van de band en producers.
Later in 1977 begon Rare Earth te werken aan twee nieuwe albums, samen met producer John Ryan. Dit keer gingen Monette en Olson wel akkoord met een reünie. De albums waren Band Together en Grand Slam, beide uitgebracht in 1978. Geen van beide albums was een groot succes.
In juni 1979 verliet Urso de band wederom. Hij werd vervangen door Ken Johnston, die tot juni 1981 bij de groep bleef.

### Jaren 80 en 90
In 1980 keerde liedschrijver Dino Fekaris, die eerder de hits "I Just Want to Celebrate" en "Hey Big Brother" had geschreven, terug naar Rare Earth. Met zijn hulp begon Rare Earth aan hun volgende project. Dit zou oorspronkelijk de titel King of the Mountain gaan dragen en de titelsong worden van een film uit 1981, maar de filmproducenten wezen het album af. Uiteindelijk werd het album uitgebracht als Tight & Hot.
In 1982 keerde Mike Urso weer even terug naar Rare Earth, maar in 1983 vertrok hij voorgoed. Ook Peter Rivera vertrok in 1983. De meeste overige bandleden verhuisden terug naar Detroit en bleven daar optreden in clubs, ondanks dat ze nu geen platencontract meer hadden.
Midden jaren 80 vonden weer wat wijzigingen plaats in de band. McCormick werd in 1984 vervangen door Andy Merrild, een vriend van Weaver, Randy "Bird" Burghdoff nam in 1985 Merrilds plaats over, drummer Bob Rock voegde zich in 1985 even bij de groep alvorens te worden vervangen door Jerry LeBloch, en Mark Olson vertrok in 1986.
In de jaren 90 kreeg Rare Earth weer meer optredens aangeboden. Drummer Dean Boucher verving LeBloch in 1990. Rare Earth kreeg hierop een contract bij het kleine platenlabel Koch International. Hier brachten ze in 1993 het album Different World uit. In juli 1993 stierf Eddie Guzman in zijn huis aan de gevolgen van diabetes en alcoholisme. De groep ging door met nieuwe drummer Floyd Stokes Jr. als vervanger voor Guzman. Hij nam ook het zangwerk over van Baraks toen die in 1994 vertrok.

### Recentere jaren
Rare Earth treedt nog steeds op bij optredens gespecialiseerd in bands uit de jaren 60 en 70. Hun hit "I Just Want to Celebrate" is gebruikt in verschillende reclamecampagnes van Ford Motor Company and AT&T en is ook te horen geweest in films als Three Kings, A Knight's Tale en Land of the Lost. 
In 2005 werd Rare Earth opgenomen in de Michigan Rock and Roll Legends Hall of Fame.

## Discografie

### Studioalbums
- 1968 Dreams/Answers
- 1969 Get Ready
- 1969 Generation (onuitgebrachte Soundtrack)
- 1970 Ecology
- 1971 One World
- 1972 Willie Remembers
- 1973 Ma
- 1975 Back to Earth
- 1976 Midnight Lady
- 1977 Rarearth
- 1978 Band Together
- 1978 Grand Slam
- 1982 Tight and Hot (enkel een beperkte uitgave in Canada)
- 1993 Different World
- 2005 Rare Earth
- 2008 A Brand New World

### Livealbums
- 1971 Rare Earth in Concert
- 1974 Live in Chicago
- 1989 Made in Switzerland

### Singles
- "Generation, Light Up the Sky" - 1969 (Rare Earth Records R 5010)
- "Get Ready" - 1970 (Rare Earth Records R 5012)
- "(I Know) I'm Losing You" - 1970 (Rare Earth Records R 5017)
- "Born to Wander" - 1970 (Rare Earth Records R 5021)
- "I Just Want to Celebrate" - 1971 (Rare Earth Records R 5031)
- "Hey Big Brother" - 1971 (Rare Earth Records R 5038)
- "What'd I Say" - 1972 (Rare Earth Records R 5043)
- "Good Time Sally" - 1972 (Rare Earth Records R 5048)
- "We're Gonna Have a Good Time" - 1972 (Rare Earth Records R 5052)
- "Ma (Vocal)" - 1973 (Rare Earth Records R 5053)
- "Hum Along and Dance" - 1973 (Rare Earth Records R 5054)
- "Big John Is My Name" - 1973 (Rare Earth Records R 5056)
- "Chained" - 1974 (Rare Earth Records R 5057)
- "Keepin' Me Out of the Storm" - 1975 (Rare Earth Records R 5059)
- "It Makes You Happy (But It Ain't Gonna Last Too Long)" - 1975 (Rare Earth Records R 5058)
- "Midnight Lady" - 1976 (Rare Earth Records R 5060)
- "Warm Ride" - 1978 (Prodigal Records)

### Compilaties
- 1975 Masters of Rock
- 1976 Disque d'Or
- 1981 Motown Superstar Series, Vol. 16
- 1988 Get Ready/Ecology
- 1991 Greatest Hits & Rare Classics
- 1994 Earth Tones: Essential
- 1995 Anthology: The Best of Rare Earth
- 1996 Rare Earth featuring Peter Rivera
- 1998 The Very Best of Rare Earth
- 2001 20th Century Masters - The Millennium Collection: The Best of Rare Earth
- 2004 The Collection
- 2005 Get Ready and More Hits
- 2006 Best of Rare Earth
- 2008 Fill Your Head: The Studio Albums 1969-1974

### NPO Radio 2 Top 2000
| Nummer met noteringen in de NPO Radio 2 Top 2000 | '99 | '00 | '01 | '02 | '03 | '04 | '05 | '06 | '07 | '08 | '09 | '10 | '11 | '12 | '13 | '14 | '15  | '16  | '17  | '18  | '19  | '20  | '21  |
| ------------------------------------------------ | --- | --- | --- | --- | --- | --- | --- | --- | --- | --- | --- | --- | --- | --- | --- | --- | ---- | ---- | ---- | ---- | ---- | ---- | ---- |
| Get Ready                                        | 595 | 567 | 876 | 476 | 347 | 622 | 611 | 757 | 907 | 640 | 826 | 816 | 813 | 983 | 927 | 870 | 1073 | 1272 | 1426 | 1657 | 1597 | 1721 | 1897 |

1. ↑  Een vetgedrukt getal geeft de hoogste notering aan.
2. ↑  Deze tabel is bijgewerkt tot en met de meest recente editie (2024).